# Carlos Henao
Carlos Alberto Henao Sánchez (Turbo, Colombia; 3 de diciembre de 1988) es un futbolista colombiano. Juega de defensa y actualmente milita en el Atlético Bucaramanga de la Categoría Primera A colombiana.

## Trayectoria

### Millonarios
El 6 de diciembre de 2015 fue confirmado como refuerzo para la defensa de Millonarios en el 2016. Debutó el 31 de enero en la victoria 3-0 sobre Patriotas FC. Marcó su primer gol azul el 6 de abril en la victoria 2-1 sobre Tigres Fútbol Club por la tercera fecha de la Copa Colombia 2016 de tiro libre.
El 9 de diciembre de 2016 luego de 1 año y 3 días en el equipo embajador es confirmado su no continuidad a pesar de haber tenido un buen torneo. Con  Millonarios entre liga y copa marcó 7 goles (6 de tiro libre y uno de penal) en 41 partidos.

### Santa Fe
A finales de 2016 fue contratado por el Independiente Santa Fe,  rival de patio de su antiguo equipo. Su primer gol lo marca el 30 de abril de tiro libre en la derrota 3-1 contra el Deportes Tolima en el Estadio Manuel Murillo Toro.
El 31 de julio de 2018 marca los dos goles de tiro libre en la victoria 2 por 0 sobre Rampla Juniors dándole la clasificación a la siguiente fase de la Copa Sudamericana 2018. El 2 de septiembre marca el gol del empate a un gol en visita al Deportivo Pasto.
Su primer gol del 2019 lo hace el 24 de febrero donde marca un gol de tiro libre en el empate a tres goles frente al Junior de Barranquilla.

## Estadísticas
| Expreso Rojo · Colombia |               |               |     |    |    |   |    |    |     |      |      |
| 2ª | 2008/09       | 48            | 1   | —  | —  | — | —  | 48 | 1   | 0,0  |      |
| Deportivo Pasto · Colombia |               |               |     |    |    |   |    |    |     |      |      |
| 2ª | 2010          | 16            | 1   | —  | —  | — | —  | 16 | 1   | 0,0  |      |
| Envigado F. C. · Colombia |               |               |     |    |    |   |    |    |     |      |      |
| 1ª | 2011          | 1             | 0   | 2  | 0  | — | —  | 3  | 0   | 0,0  |      |
| Uniautónoma · Colombia |               |               |     |    |    |   |    |    |     |      |      |
| 2ª | 2012          | 40            | 7   | 6  | 1  | — | —  | 46 | 8   | 0,17 |      |
| América de Cali · Colombia |               |               |     |    |    |   |    |    |     |      |      |
| 2ª | 2013          | 37            | 2   | 3  | 1  | — | —  | 40 | 3   | 0,07 |      |
| 2ª | 2014          | 14            | 2   | 9  | 0  | — | —  | 23 | 2   | 0,00 |      |
| Total club | Total club    | 51            | 4   | 12 | 1  | 0 | 0  | 63 | 5   | 0,04 |      |
| Patriotas Boyacá · Colombia |               |               |     |    |    |   |    |    |     |      |      |
| 1ª | 2014          | 14            | 0   | 9  | 0  | — | —  | 23 | 0   | 0,00 |      |
| 1ª | 2015          | 23            | 6   | 1  | 0  | — | —  | 24 | 6   | 0,25 |      |
| Total club | Total club    | 37            | 6   | 10 | 0  | 0 | 0  | 47 | 6   | 0,12 |      |
| Millonarios · Colombia | 1ª            | 2016          | 36  | 6  | 5  | 1 | —  | —  | 41  | 7    | 0,17 |
| Santa Fe · Colombia | 1ª            | 2017          | 14  | 1  | 0  | 0 | 5  | 0  | 19  | 1    | 0,20 |
| Santa Fe · Colombia | 1ª            | 2018          | 20  | 1  | 1  | 0 | 8  | 2  | 29  | 3    | 0,20 |
| Santa Fe · Colombia | 1ª            | 2019          | 15  | 2  | 3  | 0 | 0  | 0  | 18  | 2    | 0,20 |
| Santa Fe · Colombia | Total club    | Total club    | 49  | 4  | 4  | 0 | 13 | 2  | 66  | 6    | 0,11 |
| Deportivo Pasto · Colombia | 1ª            | 2019          | 15  | 0  | 4  | 0 | —  | —  | 19  | 0    | 0,0  |
| Deportivo Pasto · Colombia | Total club    | Total club    | 31  | 1  | 6  | 0 | 0  | 0  | 37  | 1    | 0,02 |
| Águilas Doradas · Colombia | 1ª            | 2020          | 10  | 0  | 2  | 0 | —  | —  | 12  | 0    | 0,0  |
| Atletico Bucaramanga · Colombia | 1ª            | 2021          | 24  | 2  | 4  | 0 | —  | —  | 28  | 2    | 0,07 |
| Atletico Bucaramanga · Colombia | 1ª            | 2022          | 30  | 1  | 0  | 0 | —  | —  | 30  | 1    | 0,30 |
| Atletico Bucaramanga · Colombia | 1ª            | 2023          | 18  | 3  | 2  | 0 | —  | —  | 20  | 3    | 0,15 |
| Atletico Bucaramanga · Colombia | 1ª            | 2024          | 28  | 2  | 1  | 0 | —  | —  | 29  | 2    | 0,06 |
| Atletico Bucaramanga · Colombia | 1ª            | 2025          | 16  | 0  | 5  | 0 | 8  | 1  | 29  | 1    | 0,03 |
| Atletico Bucaramanga · Colombia | Total club    | Total club    | 116 | 8  | 12 | 0 | 8  | 1  | 136 | 9    | 0,06 |
| Total carrera | Total carrera | Total carrera | 419 | 37 | 59 | 3 | 21 | 3  | 499 | 43   | 0,10 |
| (1) Incluye datos de la Copa Colombia ;Superliga de Colombia . (2) Incluye datos de Copa Sudamericana / Copa Libertadores. (3) No incluye goles en partidos amistosos. |               |               |     |    |    |   |    |    |     |      |      |

## Palmarés

### Campeonatos nacionales
| Título                | Club                 | País     | Año  |
| --------------------- | -------------------- | -------- | ---- |
| Superliga de Colombia | Santa Fe             | Colombia | 2017 |
| Torneo Apertura       | Atlético Bucaramanga | Colombia | 2024 |